# Valentin Michajlovič Borisov
Valentin Michajlovič Borisov, in russo Валентин Михайлович Борисов? (8 agosto 1924 – 25 ottobre 1987), è stato un linguista e aforista russo e uno dei maggiori orientalisti dell'Unione Sovietica. Profondo conoscitore della lingua araba, ha redatto un dizionario russo-arabo ed uno degli autori della traduzione in russo delle Maqāmāt di al-Hariri, uno dei principali esponenti della letteratura araba classica dell'epoca abbaside. Noto anche come autore di aforismi.